# Lígia Doutel de Andrade
Lígia Doutel de Andrade (Florianópolis, 28 de setembro de 1934) é uma política brasileira.

## Vida
Filha de José da Costa Moellmann e de Ana Elisa Ribeiro Moellmann. Casou com Doutel de Andrade.

## Carreira
Filiada ao MDB, ela foi deputada à Câmara dos Deputados por Santa Catarina na 43ª legislatura (1967 — 1971).